# Peremoha (rejon charkowski)
Peremoha (ukr. Перемога) – wieś na Ukrainie, w obwodzie charkowskim, w rejonie charkowskim. W 2001 liczyła 850 mieszkańców.